# Marion Martin
Marion Martin, pseudonimo di Marion Suplee (Filadelfia, 7 giugno 1909 – Los Angeles, 13 agosto 1985), è stata un'attrice statunitense.

## Biografia
Marion Martin nacque a Filadelfia, figlia di un dirigente della Bethlehem Steel. Fece le sue prime apparizioni nei teatri di Broadway in Lombardi Ltd. (1927) e George White's Scandals [1928] (1928-1929) . Dopo il crollo della borsa di Wall Street del 1929 e la conseguente perdita del patrimonio di famiglia, ci volle qualche anno prima di vedere l'attrice sul grande schermo.
Fece il suo debutto ufficiale nel mondo del cinema in Mr. W's Little Game nel 1934 e, successivamente, interpretò ruoli secondari, spesso come showgirl. Nelle prime fasi della sua carriera, comparendo spesso nei musical, ottenne un certo successo come cantante. 
Entro la fine del decennio, ottenne ruoli principali in diversi film di "serie B", tra cui Sinners in Paradise (1938) di James Whale, in cui impersonò Iris Compton, uno dei suoi personaggi più famosi. Successivamente, le vennero offerti ruoli minori in film sempre più largamente conosciuti, come La signora del venerdì (1940) di Howard Hawks. Nonostante la maggior parte dei suoi personaggi figurassero all'interno di commedie, l'attrice apparve anche in pellicole drammatiche, come La febbre del petrolio (1940), nel quale interpretò una cantante brevemente corteggiata da Clark Gable. 

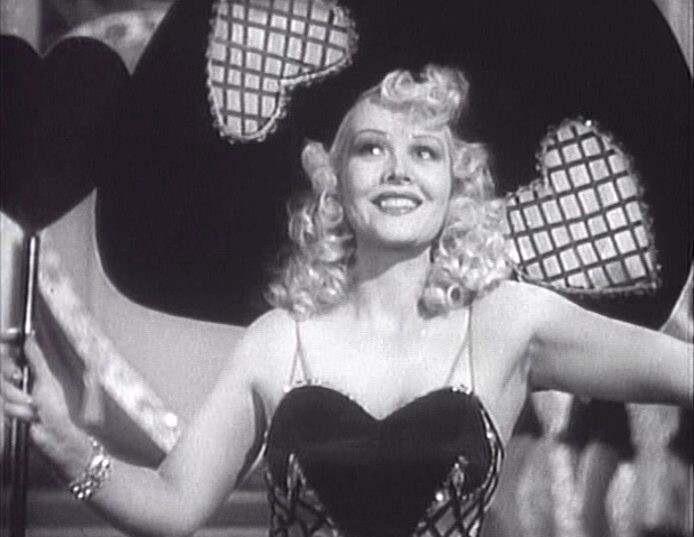
Marion Martin in Le stelle hanno paura (1943)

Nei primi anni Quaranta, recitò ruoli secondari in tre film della serie Mexican Spitfire (1939-1943) con Lupe Vélez e nel film comico Il bazar delle follie (1941) assieme ai fratelli Marx. Tra i suoi personaggi più significativi compaiono Alice Angel, una sbadata showgirl nel giallo Le stelle hanno paura (1943) con Barbara Stanwyck, Terry Vance in Gildersleeve's Ghost (1944) e Mrs. Bentley in L'infernale avventura (1946) con Anne Baxter. L'attrice apparve anche in Dedizione (1942) con Henry Fonda e Lucille Ball, nel western The Woman of the Town (1943) con Claire Trevor e in The Great Mike (1944) alla PRC.
A cavallo tra gli anni Quaranta e Cinquanta, Martin ricoprì sempre più ruoli secondari. Tra questi, Belle Farnol nell'episodio Pardon for Curley della serie televisiva Il cavaliere solitario (1949-1957) e la cowgirl Gladys in Merry Mavericks (1951) assieme al trio comico I tre marmittoni. Sposata con il fisico Jimmy Krzykowski, l'attrice si ritirò, facendo la sua ultima apparizione sul grande schermo nel 1952. Nonostante avesse espresso il desiderio di tornare nello show business, non le vennero più offerti ruoli adatti.
Nel 1960, Martin venne premiata con una stella al 6915 Hollywood Boulevard nella Hollywood Walk of Fame per il suo contributo al cinema. 
Morì di arresto cardiaco nel 1985 a Los Angeles e venne sepolta nel cimitero Holy Cross a Culver City.

## Filmografia

### Cortometraggi
- Mr. W's Little Game, regia di Lynn Shores (1934)
- She's My Lilly, I'm Her Willie, regia di William Watson (1934)
- Richard Himber & His Orchestra, regia di Roy Mack (1934) - non accreditata
- Moon Over Manhattan, regia di Al Christie (1935) - non accreditata
- The Magic of Music, regia di Fred Waller (1935) - non accreditata
- All for One, regia di William Watson (1935)
- The Rhythm Party, regia di Fred Waller (1936) - non accreditata
- Boy, Oh Boy, regia di William Watson (1936)
- Air Parade, regia di Al Christie (1938)
- The Miss They Missed, regia di Al Christie (1938)
- Cupid Takes a Holiday, regia di William Watson (1938)
- Blamed for a Blonde, regia di Charles E. Roberts (1939)
- Blondes and Blunders, regia di Del Lord (1940)
- Love at First Fright, regia di Del Lord (1941)
- Half Shot at Sunrise, regia di Del Lord (1941)
- Wedded Blitz, regia di Harry Edwards (1942)
- Should Husbands Marry?, regia di Del Lord (1947)

### Lungometraggi
- Delitto senza passione (Crime Without Passion), regia di Ben Hecht e Charles MacArthur (1934) - non accreditata
- Sinners in Paradise, regia di James Whale (1938)
- Personal Secretary, regia di Otis Garrett (1938) - non accreditata
- Youth Takes a Fling, regia di Archie Mayo (1938)
- The Storm, regia di Harold Young (1938)
- His Exciting Night, regia di Gus Meins (1938)
- Pirates of the Skies, regia di Joseph A. McDonough (1939)
- Sergeant Madden, regia di Josef von Sternberg (1939)
- Invitation to Happiness, regia di Wesley Ruggles (1939)
- La maschera di ferro (The Man in the Iron Mask), regia di James Whale (1939)
- Strisce invisibili (Invisible Stripes), regia di Lloyd Bacon (1939) - non accreditata
- La signora del venerdì (His Girl Friday), regia di Howard Hawks (1940) - non accreditata
- Women in War, regia di John H. Auer (1940) - non accreditata
- Untamed, regia di George Archainbaud (1940) - non accreditata
- Scatterbrain, regia di Gus Meins (1940) - non accreditata
- La febbre del petrolio (Boom Town), regia di Jack Conway (1940)
- Ellery Queen, Master Detective, regia di Kurt Neumann (1940)
- Tall, Dark and Handsome, regia di H. Bruce Humberstone (1941)
- Blonde Inspiration, regia di Busby Berkeley (1941)
- The Lady from Cheyenne, regia di Frank Lloyd (1941) - non accreditata
- Sis Hopkins, regia di Joseph Santley (1941) - non accreditata
- Il bazar delle follie (The Big Store), regia di Charles Reisner (1941)
- Cracked Nuts, regia di Edward F. Cline (1941) - non accreditata
- Lady Scarface, regia di Frank Woodruff (1941)
- New Wine, regia di Reinhold Schünzel (1941)
- Weekend for Three, regia di Irving Reis (1941)
- The Mexican Spitfire's Baby, regia di Leslie Goodwins (1941)
- Harvard, Here I Come!, regia di Lew Landers (1941) - non accreditata
- Volo notturno (Fly-by-Night), regia di Robert Siodmak (1942)
- Call Out the Marines, regia di William Hamilton e Frank Ryan (1942) - non accreditata
- Mexican Spitfire at Sea, regia di Leslie Goodwins (1942)
- Powder Town, regia di Rowland V. Lee (1942)
- Destino (Tales of Manhattan), regia di Julien Duvivier (1942)
- Dedizione (The Big Street), regia di Irving Reis (1942)
- Mexican Spitfire's Elephant, regia di Leslie Gooddwins (1942)
- Signorine, non guardate i marinai (Star Spangled Rhythm), regia di George Marshall (1942) - non accreditata
- The McGuerins from Brooklyn, regia di Kurt Neumann (1942)
- Ho salvato l'America (They Got Me Covered), regia di David Butler (1943)
- Le stelle hanno paura (Lady of Burlesque), regia di William A. Wellman (1943)
- Swingtime Johnny, regia di Edward F. Cline (1943)
- The Woman of the Town, regia di George Archainbaud (1943)
- Sweethearts of the U.S.A., regia di Lewis D. Collins (1944)
- Avvenne domani (It Happened Tomorrow), regia di René Clair (1944) - non accreditata
- Gildersleeve's Ghost, regia di Gordon Duglas (1944)
- The Merry Monahans, regia di Charles Lamont (1944)
- Irish Eyes Are Smiling, regia di Gregory Ratoff (1944) - non accreditata
- Mystery of the River Boat, regia di Lewis D. Collins e Ray Taylor (1944)
- The Great Mike, regia di Wallace Fox (1944)
- Eadie Was a Lady, regia di Arthur Dreifuss (1945)
- The Phantom Speaks, regia di John English (1945)
- Penthouse Rhythm, regia di Edward F. Cline (1945)
- Gangs of the Waterfront, regia di George Blair (1945)
- On Stage Everybody, regia di Jean Yarbrough (1945) - non accreditata
- Gianni e Pinotto a Hollywood (Bud Abbott and Lou Costello in Hollywood), regia di S. Sylvan Simon (1945)
- Girls of the Big House, regia di George Archinbaud (1945)
- Cinderella Jones, regia di Busby Berkeley (1946)
- Suspense, regia di Frank Tuttle (1946) - non accreditata
- Deadline for Murder, regia di James Tinling (1946)
- Queen of Burlesque, regia di Sam Newfield (1946)
- L'angelo nero (Black Angel), regia di Roy William Neill (1946)
- L'infernale avventura (Angel on My Shoulder), regia di Archie Mayo (1946)
- Una luce nell'ombra (Nobody Lives Forever), regia di Jean Negulesco (1946) - non accreditata
- That Brennan Girl, regia di Alfred Santell (1946)
- Lighthouse, regia di Frank Wisbar (1947)
- La città del jazz (New Orleans), regia di Arthur Lubin (1947) - non accreditata
- That's My Gal, regia di George Blair (1947)
- Lo stato dell'Unione (State of the Union), regia di Frank Capra (1948) - non accreditata
- Thunder in the Pines, regia di Robert Gordon (1948)
- Musica per i tuoi sogni (My Dream Is Yours), regia di Michael Curtiz (1949) - non accreditata
- Le due suore (Come to the Stable), regia di Henry Koster (1949) - non accreditata
- Oh, You Beautiful Doll, regia di John M. Stahl (1949) - non accreditata
- La chiave della città (Key to the City), regia di George Sidney (1950)
- Sfida alla legge (Dakota Lil), regia di Lesley Selander (1950)
- Merry Mavericks, regia di Edward Bernds (1951)
- Journey Into Light, regia di Stuart Heisler (1951)
- La sceriffa dell'Oklahoma, (Oklahoma Annie) regia di R.G. Springsteen (1952) - non accreditata

### Serie TV
- Royal Playhouse (Fireside Theater) – serie TV, 1 episodio (1950)
- Il cavaliere solitario (The Lone Ranger) – serie TV, 1 episodio (1950)